# NAVTEQ

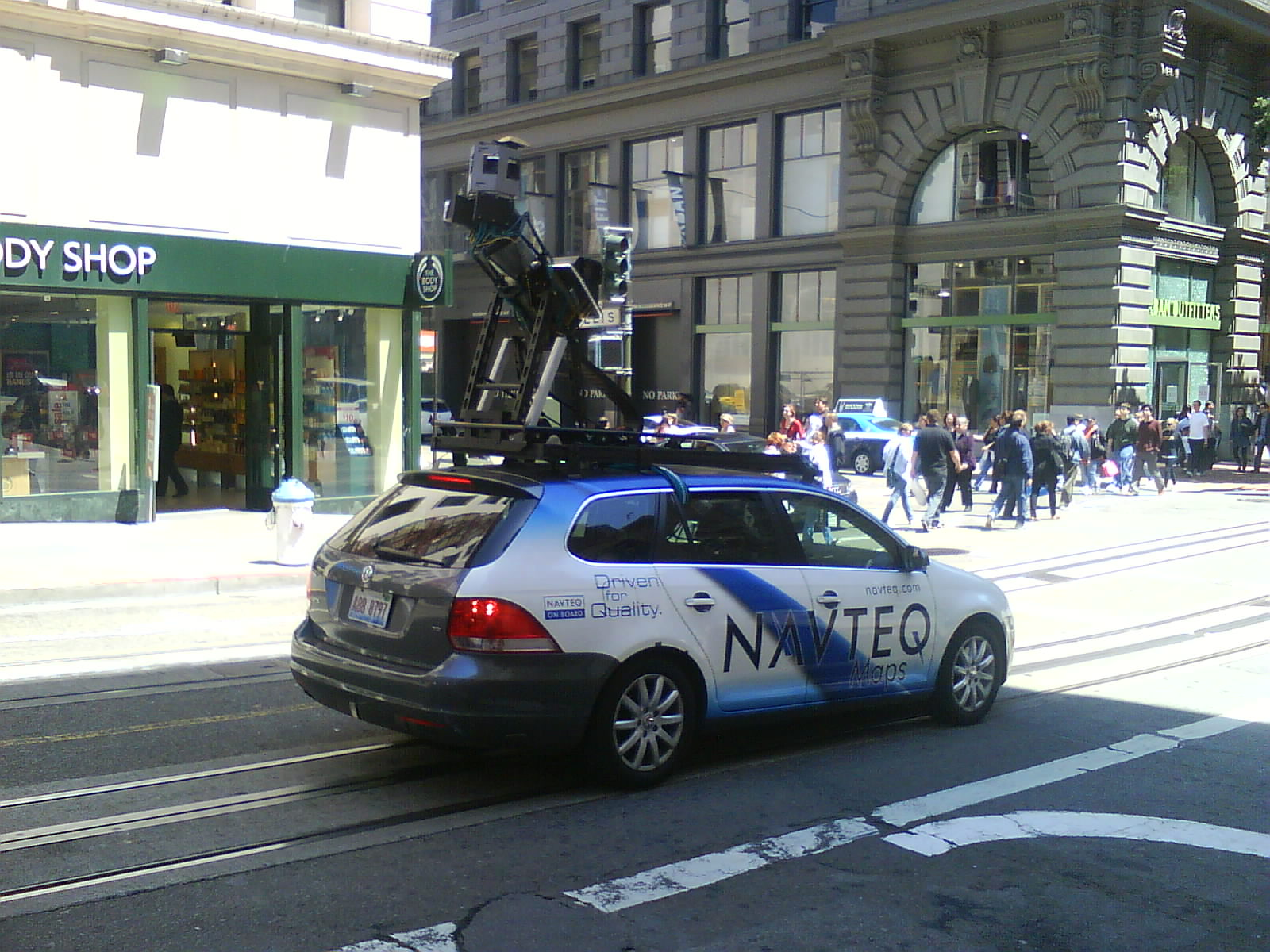
Camera-auto van NAVTEQ

NAVTEQ was een Amerikaanse onderneming die geografische gegevens verzamelde en vastlegde in databanken en met deze gegevens digitale (wegen)kaarten ontwikkelde. Deze kaarten worden gebruikt in diverse toepassingen, onder andere in geografisch informatiesystemen, navigatiesystemen, software, webdiensten of webapplicaties. De grootste concurrent van NAVTEQ was het Nederlandse Tele Atlas, dat in 2008 door TomTom werd overgenomen. NAVTEQ voorzag onder andere de navigatiesystemen van BMW, Chrysler en Mercedes-Benz van kaarten, evenals de systemen van Garmin.
NAVTEQ hield haar hoofdkantoor in de Boeing International Headquarters in Chicago, Illinois. Het Europese hoofdkantoor stond in Veldhoven.

## Geschiedenis
In 1985 richtten Barry Karlin en Galen Collins het bedrijf op, met als naam Karlin & Collins, Inc.. Het begon in San Francisco, toen Karlin op het idee kwam om een soort navigatiesysteem te ontwikkelen. Later voegde T. Russell Shields, een ondernemer uit Chicago, zich als investeerder bij het duo.
Aan het begin van de jaren negentig kocht Philips Electronics het bedrijf van Karlin en Collins. Beiden vertrokken, maar Shields bleef. Hij werd CEO en het bedrijf verhuisde naar Chicago in 1996. Het bedrijf begon intussen wereldwijd te werken en zo kreeg het haar eerste kantoor in Europa in 1991. Vijf jaar later zou de eerste Japanse vestiging volgen.
Philips bracht het bedrijf in 2004 onder haar nieuwe naam naar de beurs.

### Overname door Nokia
Op 1 oktober 2007 werd aangekondigd dat het bedrijf door GSM-fabrikant Nokia zou worden overgenomen voor $ 8,1 miljard. Nokia wilde met de overname inspelen op de groeiende belangstelling van navigatiesoftware op mobiele telefoons. NAVTEQ realiseerde een winst van $ 109 miljoen op een totale omzet van $ 582 miljoen en was daarmee een dure overname voor Nokia. In december 2007 werd de deal goedgekeurd door de aandeelhouders van NAVTEQ, waarna in juli 2008 de overname werd goedgekeurd door de Europese Commissie.
Onder Nokia is dit onderdeel verdergegaan als HERE. In 2015, nadat Microsoft Nokia in 2014 had overgenomen en Nokia haar navigatietak niet meer als core business zag, werd HERE voor 2,7 miljard euro verkocht aan Audi, BMW en Daimler Benz.